# 深日駅
深日駅（ふけえき）は、かつて大阪府泉南郡深日町（現・岬町深日）に存在した、南海電気鉄道南海本線の駅（廃駅）である。

## 概要
相対式ホーム2面2線の棒線駅で、1898年（明治31年）に南海本線が尾崎駅から和歌山北口駅（現在の紀ノ川駅付近）まで開業した際に、深日村（当時）南東部の山中に設置された。開業当初は孝子越街道以西に位置する深日や多奈川、大川上流に位置する孝子からの利用があった。
しかし、1915年（大正4年）4月11日には孝子駅が常設され、1944年（昭和19年）5月31日には川崎重工業泉州工場への輸送を目的とした多奈川線が開業し、同線に深日町駅、多奈川駅が設けられ、当駅は旅客営業を廃止する。翌年には貨物営業も廃止となり、駅は休止。1958年（昭和33年）に正式に廃止された。

## 歴史

### 年表
- 1898年（明治31年）10月22日：開業。
- 1944年（昭和19年）6月1日：旅客営業廃止。
- 1945年（昭和20年）6月11日：休止。
- 1958年（昭和33年）4月1日：廃止。

### 鉄道唱歌
鉄道唱歌第5集（関西・参宮・南海篇）（1900年（明治33年）作詞）55番の歌詞に当駅が登場する。
「北口いでて走りゆく 南海線の道すがら 窓に親しむ朝風の 深日はこゝよ夢のまに」
ただし「深日」には「ふけひ」とかなが振ってある。深日は元々「ふけひ」と読まれ、「ふけい」（吹飯・吹井などとも表記された）を経て「ふけ」に転訛した経緯がある。

## 駅構造
相対式ホーム2面2線を有する地上駅であった。

## 廃止後
煉瓦製のプラットホームなどが残されている。プラットホームと線路の間が広くなっているのは、昔行っていた貨物輸送のための中線があったためである。南海本線の電化時に深日変電所が併設され、駅廃止後も稼動している。

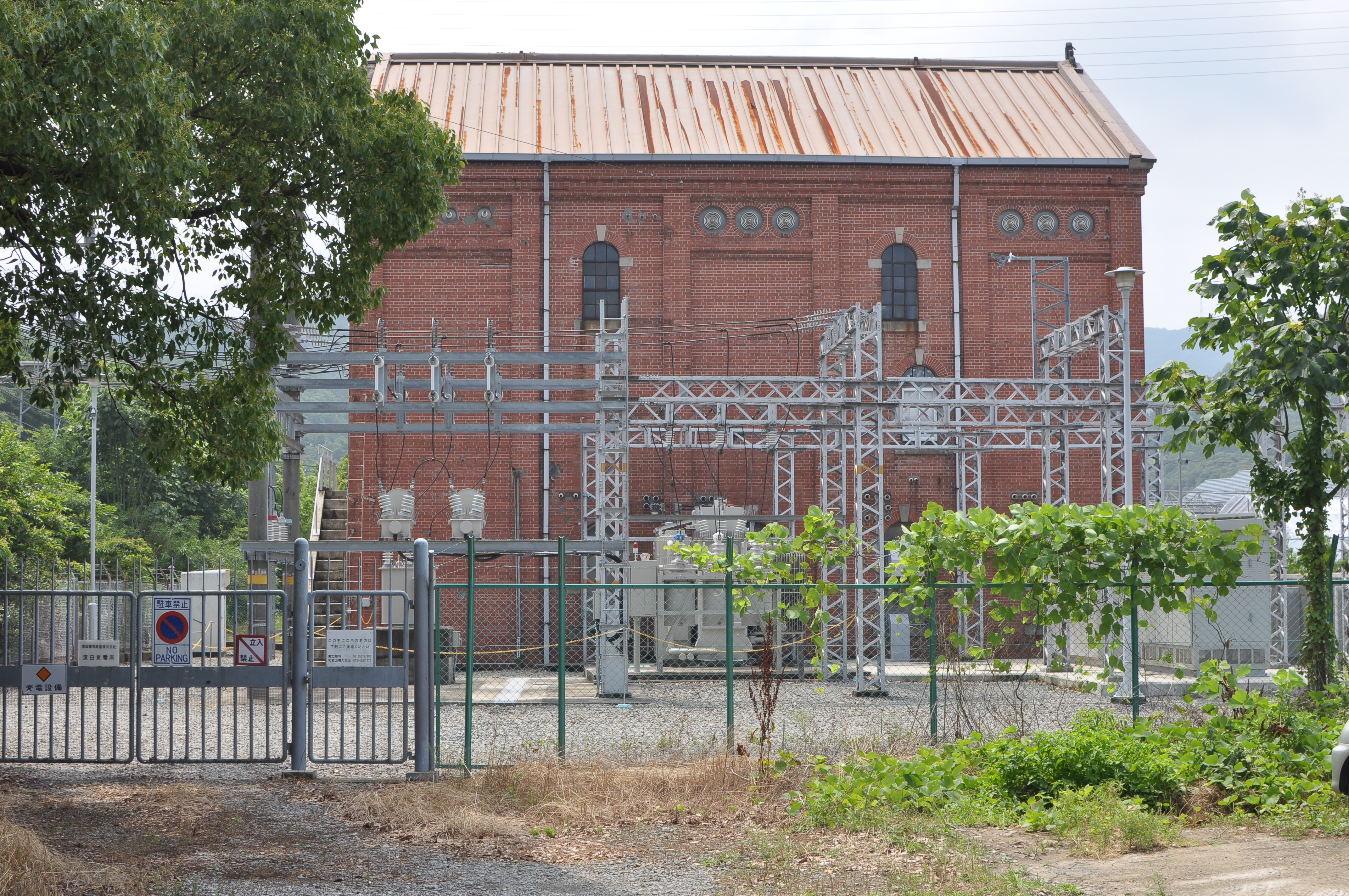
深日変電所（2009年6月）

## 隣の駅
南海電気鉄道
南海本線
みさき公園駅 - 深日駅 - 孝子駅